# Liste der Naturschutzgebiete in Wilhelmshaven
In Wilhelmshaven gibt es drei Naturschutzgebiete (Stand Februar 2017).
| Name des Gebietes     | Bild           | Kennung | WDPA   | Landkreis / Stadt   | Beschreibung / Bemerkungen | Standort | Fläche in Hektar | Jahr der Verordnung |
| --------------------- | -------------- | ------- | ------ | ------------------- | -------------------------- | -------- | ---------------- | ------------------- |
| Bordumer Busch        | weitere Bilder | WE 239  | 318220 | Stadt Wilhelmshaven |                            | Position | 32,92            | 2002                |
| Voslapper Groden-Nord | weitere Bilder | WE 253  | 378374 | Stadt Wilhelmshaven |                            | Position | 253,39           | 2007                |
| Voslapper Groden-Süd  | weitere Bilder | WE 246  | 378375 | Stadt Wilhelmshaven |                            | Position | 385,09           | 2006                |